# Журавинка (Рязанская область)
Журавинка  — село в Рязанской области Ряжского района. Административный центр Журавинского сельского поселения Ряжского района Рязанской области.

## География
Село расположено по берегам реки Малая Хупта, в 10 км от Ряжска и в 17 км от одноимённой станции Моск.-Мичуринской и Тульско-Сызранской ж.д.

## История
Жаравино Пехлецкого стана Ряжского уезда.
Ещё несколько лет назад существовали два села: Большая и Малая Журавинка. Со временем они разрослись до таких размеров, что слились в одно село которое получили общее название Журавинка. Название произошло от «Журавина» (клюквенного) болота, возле которого впервые поселились люди. Первое упоминание о Журавинке в «Платежных книгах городов Рязани, от Пронска да станов Окологороднаго, Каменскаго и Пехлецкаго по письму и мере Тр. Гр. Вельяминова 1594—1597 годов».
«За Микифорком за Матвеевым сына Рукина… В Ряском уезде в Пехлецком стане в с. Жаравине 15 четей»
В Окладной книге 1676 г. показано, что в приходе церкви Никольской, состоящем из села Журавинкаи и д. Пышкино, значится «четыре двора помещиковых, двадцать три двора детей боярских, семьдесят шесть дворов крестьянских, двенадцать дворов бобыльских и всего 118 дворов».
В разное время основное крепостное население принадлежало помещикам Аксаковым, Голицыным, Енгалычевым.
Быстрое развитие Журавинки получила после отмены крепостного права. Во второй половине XIX века в селе развились два промысла: отхожий по каменной части (мужики ходили «на сезоны» строить городские дома) и местные (женщины занималась плетением многопарных белых кружев из тонких льняных нитей), которые просуществовали до 1960 годов. В 1927 была открыта кружевная артель имени 1 Мая.
На 1 января 1905 года в селе насчитывалось 225 дворов (676 муж. и 719 жен.), два общества — административное и податное, Журавинка входила в состав 2-го земского участка 3-го стана, в 1-й врачебный участок и 1-е благочиние. В селе были каменная церковь, школа, казенная винная лавка, 2 ветряные мельницы, рушалка, и одна мельница с керосиновым двигателем. По докладу спецкомиссии, созданной Ряжским РК ВКП(б) в конце 1927 года, в сельском совете имелось 486 хозяйств с 2712 едоками. Сельский совет имел 6 земельных об-в: Большая Журавинка, д. Кропотиновка, Кропотиновские Выселки, Крутая Рассылка, государственная Журавинка и Фофоновские Выселки. Пашни имелось 2619,99 дес. или по 0,97 дес. на едока; луга — 152,72 дес. Лошадей старше 4 лет — 215, коров — 416; безлошадных — 237 хоз-в, с лошадью — 227, с 2 лошадями и более — 28, бескоровных — 88, с 1 коровой — 375, с 2 и более — 23 хоз-ва. Основным промыслом оставался отхожий — каменщики, их по сельскому совету насчитывалось 157. В сельском совете имелось 2 шерстобитки, 3 просорушки и 2 маслобойки. 68 хозяйств имели различные не земледельческие заработки по валке сапог, по сельхозмашинам и др.
В 1930 был образован колхоз имени Карла Маркса, ныне СПК «Крестьянское», мн. лет бывший передовым в р-не.
Осенью 1946 на базе Журавинского самодеятельного хора был создан Ряз. обл. (ныне Гос. Академический) рус. нар. хор, которым руководила журавинская крестьянка Ирина Ивановна Косилкина.

## Население
| 1859 | 1897  | 1906  | 1927  | 2010 |
| ---- | ----- | ----- | ----- | ---- |
| 889  | ↗1362 | ↗1395 | ↗2712 | ↘511 |

## Люди, связанные с селом
В с. род. художник — живописец, портретист, жанрист Иван Анисимович Мухин (1876—1944).
Родители известного архитектора А.И. Шипкова являлись уроженцами села. 

## В литературе, искусстве
Журавинка избрана местом действия романа И. Макарова «Черная шаль», воспета в стихах поэта, чл. Союза писателей России Владимира Силкина.
Нар. художник России, кружевница Д. А. Смирнова одно из своих прекрасных творений, белоснежное полотенце, назвала «Красива земля журавинская». Оно выполнено в старинных традициях журавинского кружевоплетения.